# Розівська районна рада
Розівська районна рада — районна рада Розівського району Запорізької області, з адміністративним центром в смт. Розівка.

## Загальні відомості
Розівській районній раді підпорядковані 1 селищна рада, 7 сільських рад, 1 смт, 2 селища, 25 сіл. Водойми на території районної ради: ріки Калка, Сухі Яли.  
Населення становить 9,5 тис. осіб. З них 3,5 тис. (37%) — міське населення, 6,0 тис. (63%) — сільське.

## Склад ради
Загальний склад ради: 16 депутатів. Партійний склад ради: Партія регіонів — 12, КПУ — 2, Реформи і порядок — 2.

### Керівний склад ради
- Голова — Новобранов Володимир Борисович
- Заступник голови —Хасай Вікторія Василівна